# ANZ World Headquarters
L' ANZ World Headquarters est un gratte-ciel de 162 mètres de hauteur construit à Melbourne en Australie en 1993.
Avec l'antenne la hauteur maximale est de 172 mètres.
Il abrite sur 37 étages des bureaux de l'Australia and New Zealand Banking Group
L'architecte est l'agence australienne Peddle Thorp Melbourne Pty. Ltd qui a conçu l'immeuble en intégrant 3 anciens immeubles présents sur le site, des immeubles dont le style gothique a été repris pour la conception de l'édifice actuel qui est relié par des atriums et des chambres internes à ces trois anciens immeubles.
Le coût total du bâtiment a été de 200 millions de dollars australiens.